# Nouzka
Nouzka (německy Mels) je vesnice, část města Vyškov v Jihomoravském kraji. Je tvořena řadovou domkovou ulicovitou zástavbou podél silnice II/430 do Brna (ulice Brněnská).

## Historie
Nouzka byla založena roku 1789 parcelací vyškovského dvora, který patřil vyškovskému panství. Později se stala součástí obce Nosálovice, dnes součástí města Vyškov.
Z okolí bývalého školního statku vznikla v Nouzce průmyslová zóna. Poblíž je původní víceúčelová vodní nádrž ze 70. let 20. století Kačenec.

## Obyvatelstvo
| Místní část Nouzka | Místní část Nouzka | 1800 | 1834 | 1850 | 1869 | 1880 | 1890 | 1900 | 1910 | 1921 | 1930 | 1950 | 1961 | 1970 | 1980 | 1991 | 2001 | 2011 | 2021 |
| ------------------ | ------------------ | ---- | ---- | ---- | ---- | ---- | ---- | ---- | ---- | ---- | ---- | ---- | ---- | ---- | ---- | ---- | ---- | ---- | ---- |
| Počet obyvatel     | celá obec          | 108  | 112  | -    | 142  | 109  | 112  | 137  | 247  | 446  | 434  | 376  | 368  | 362  | 421  | 370  | 340  | 338  | 338  |
| Počet domů         | celá obec          | 21   | 20   | -    | 21   | 21   | 21   | 23   | 54   | 73   | 84   | 100  | -    | 102  | 111  | 118  | 108  | 112  | 114  |

## Galerie

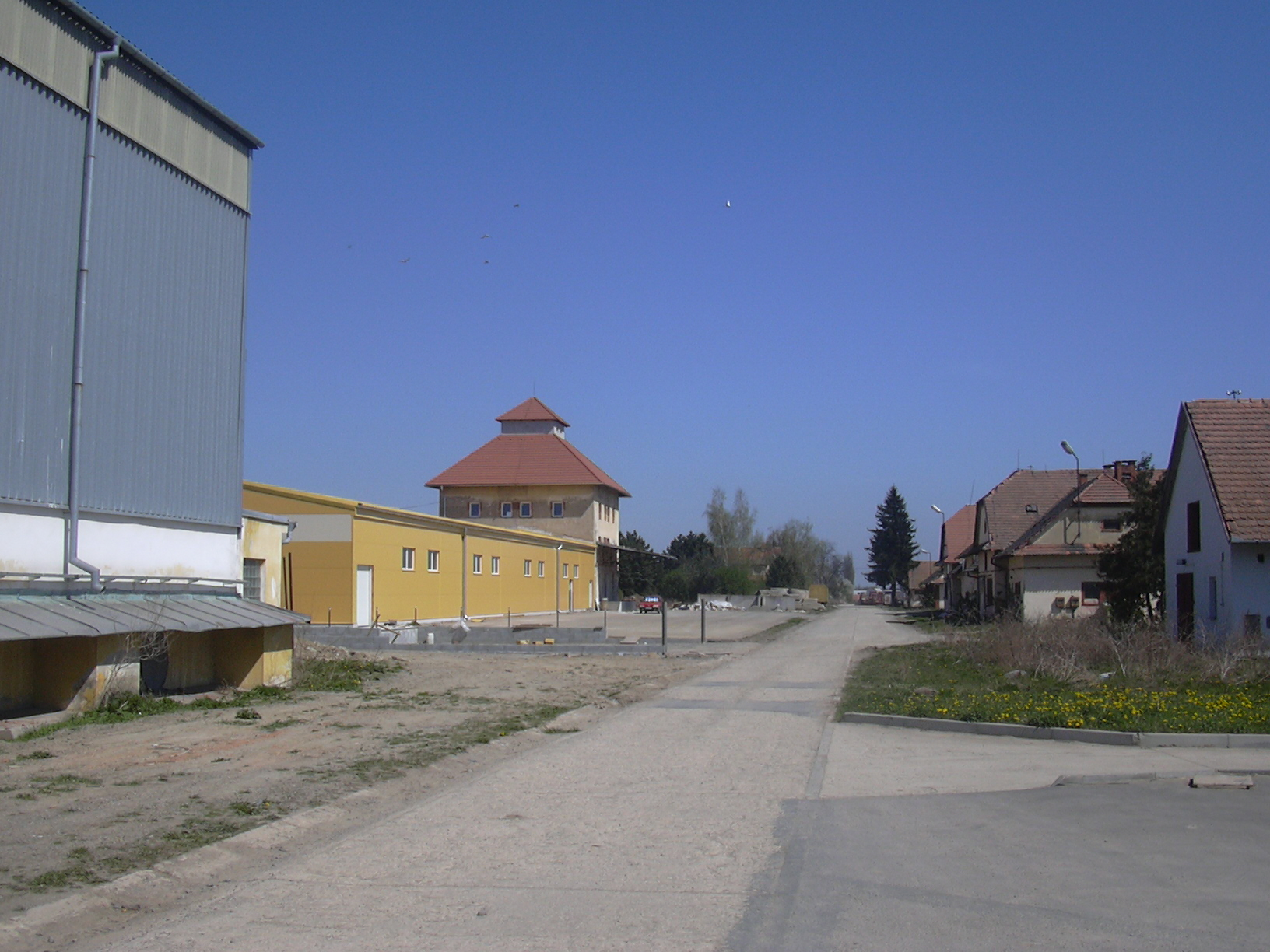
Část průmyslové zóny
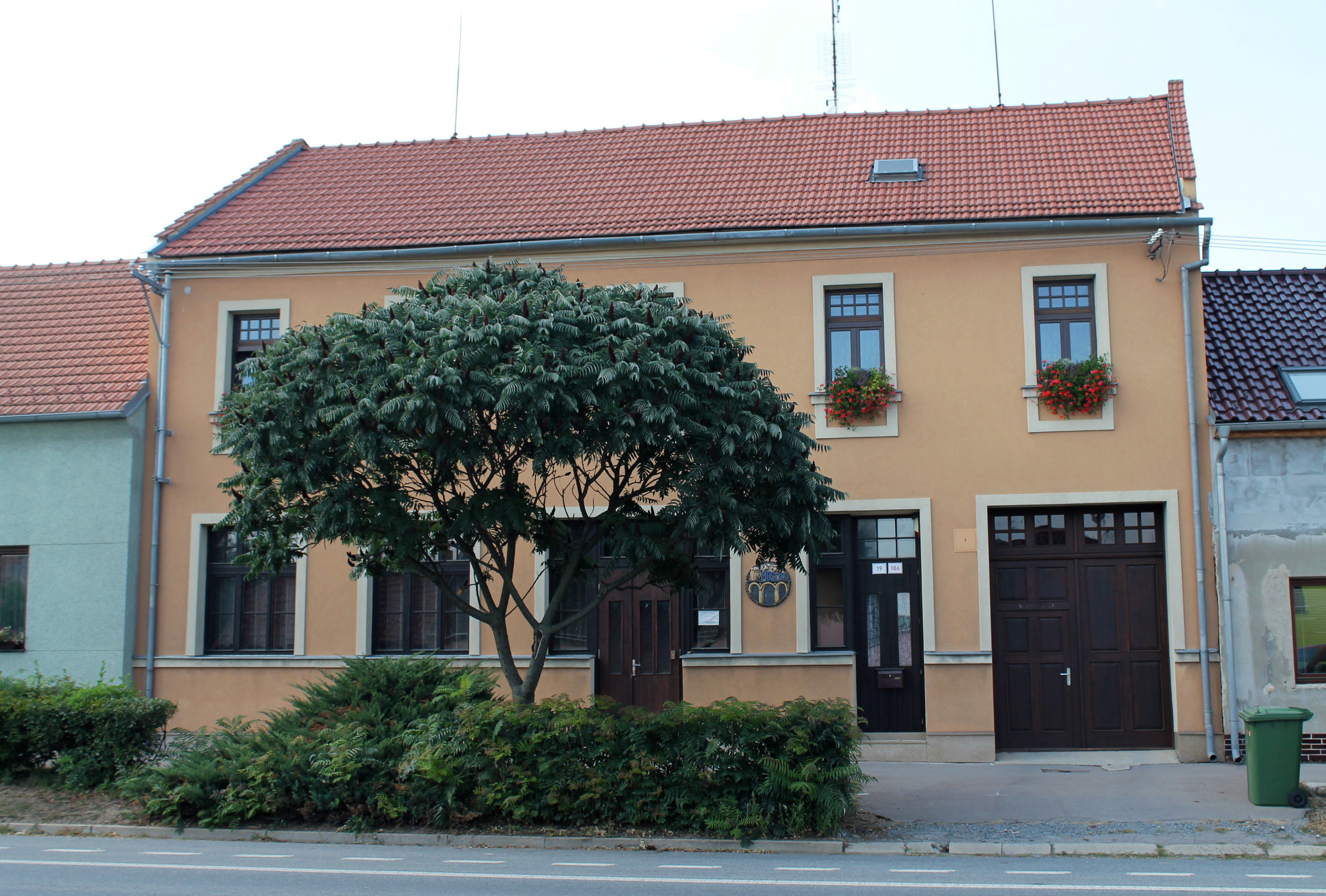
Bývalá restaurace
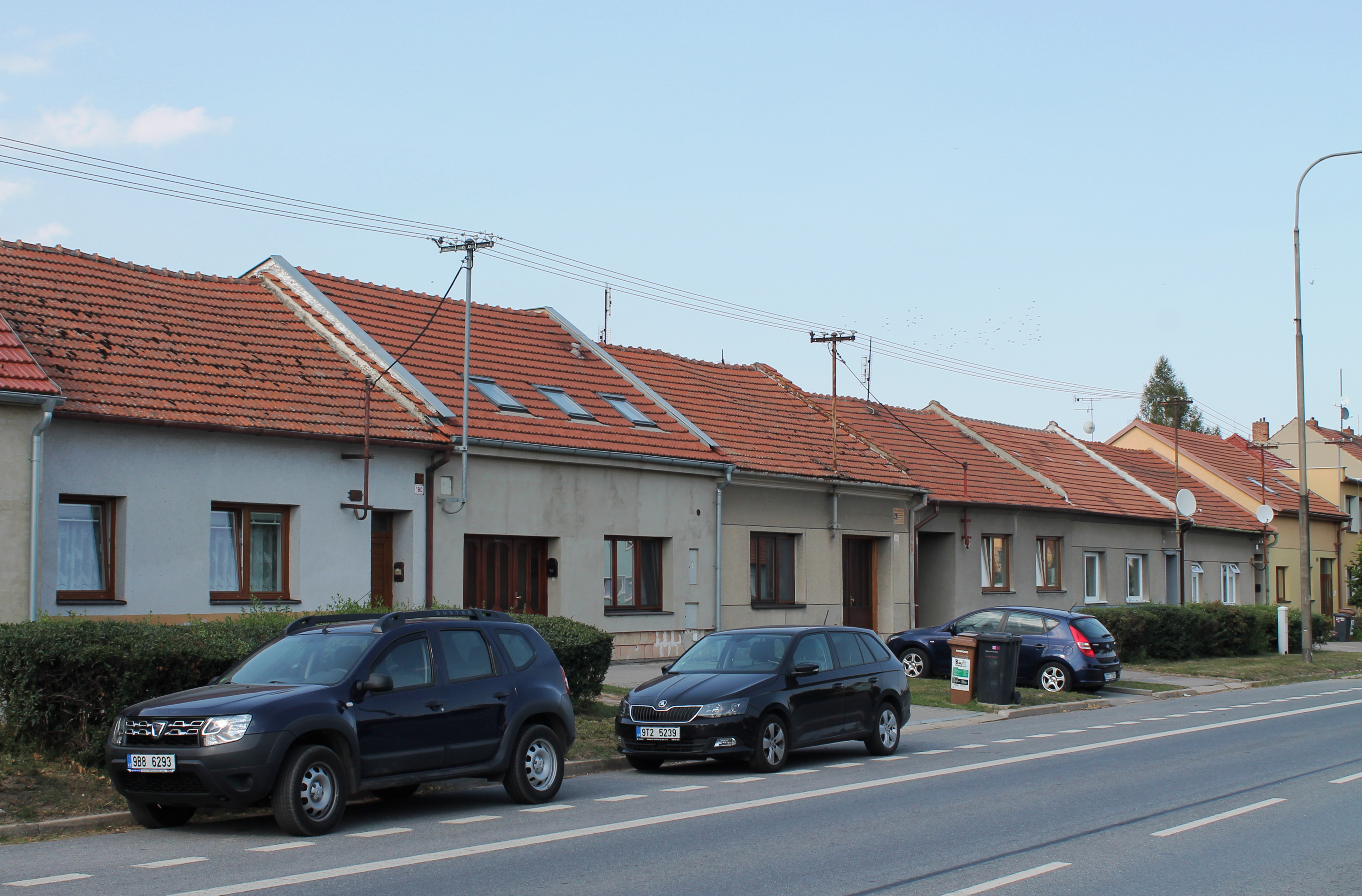
Řadová zástavba v Brněnské ulici
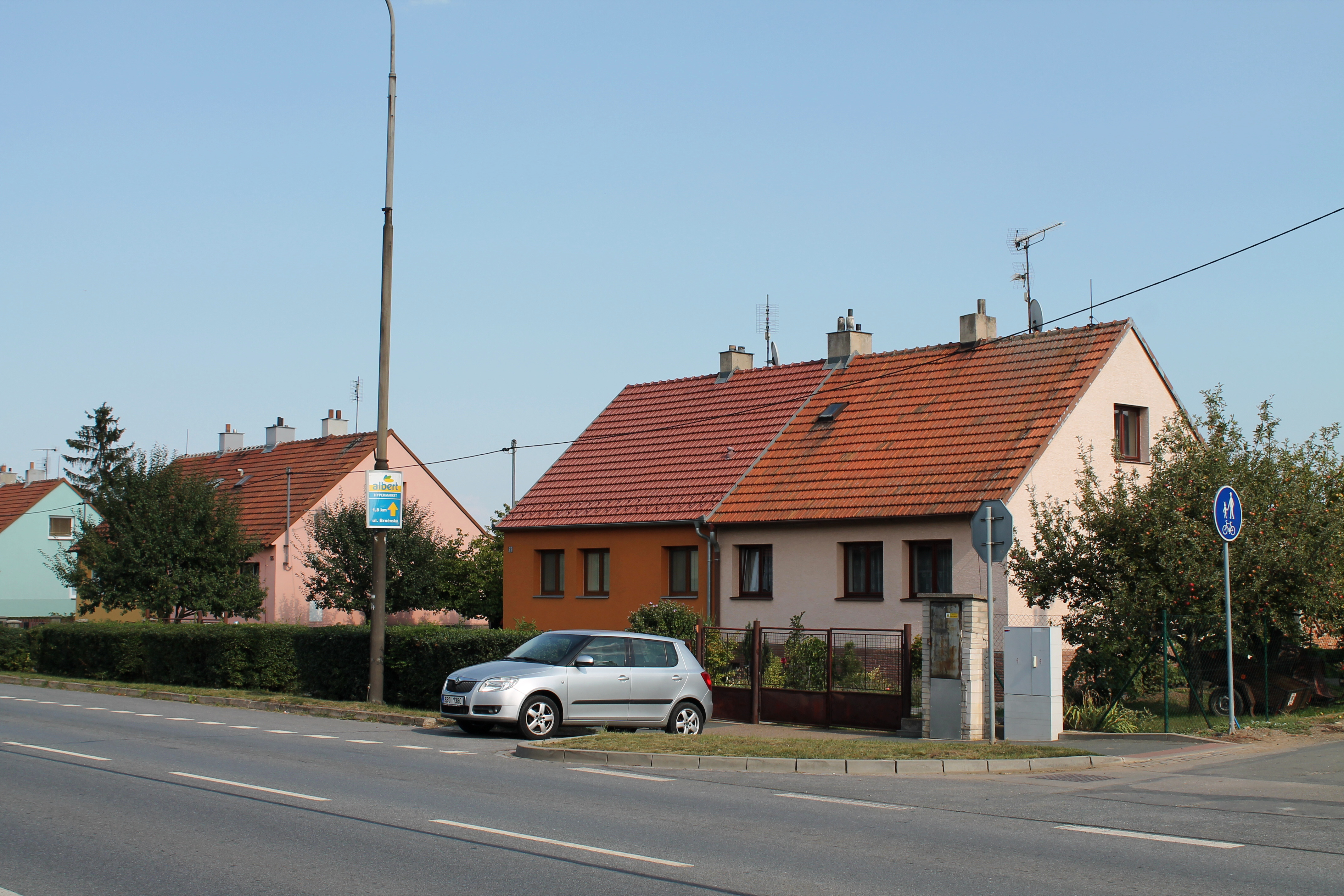
Typizované dvojdomky
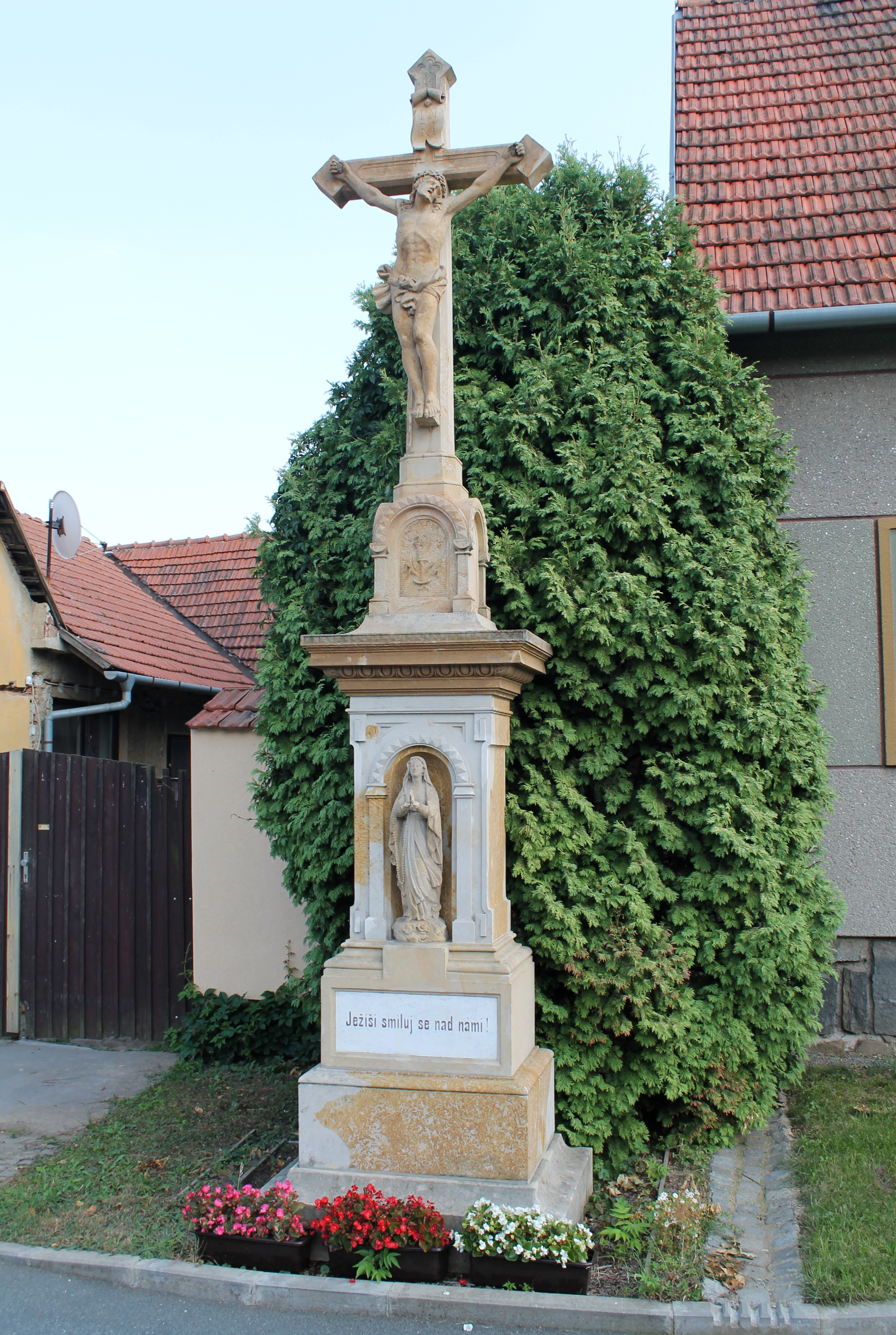
Kříž
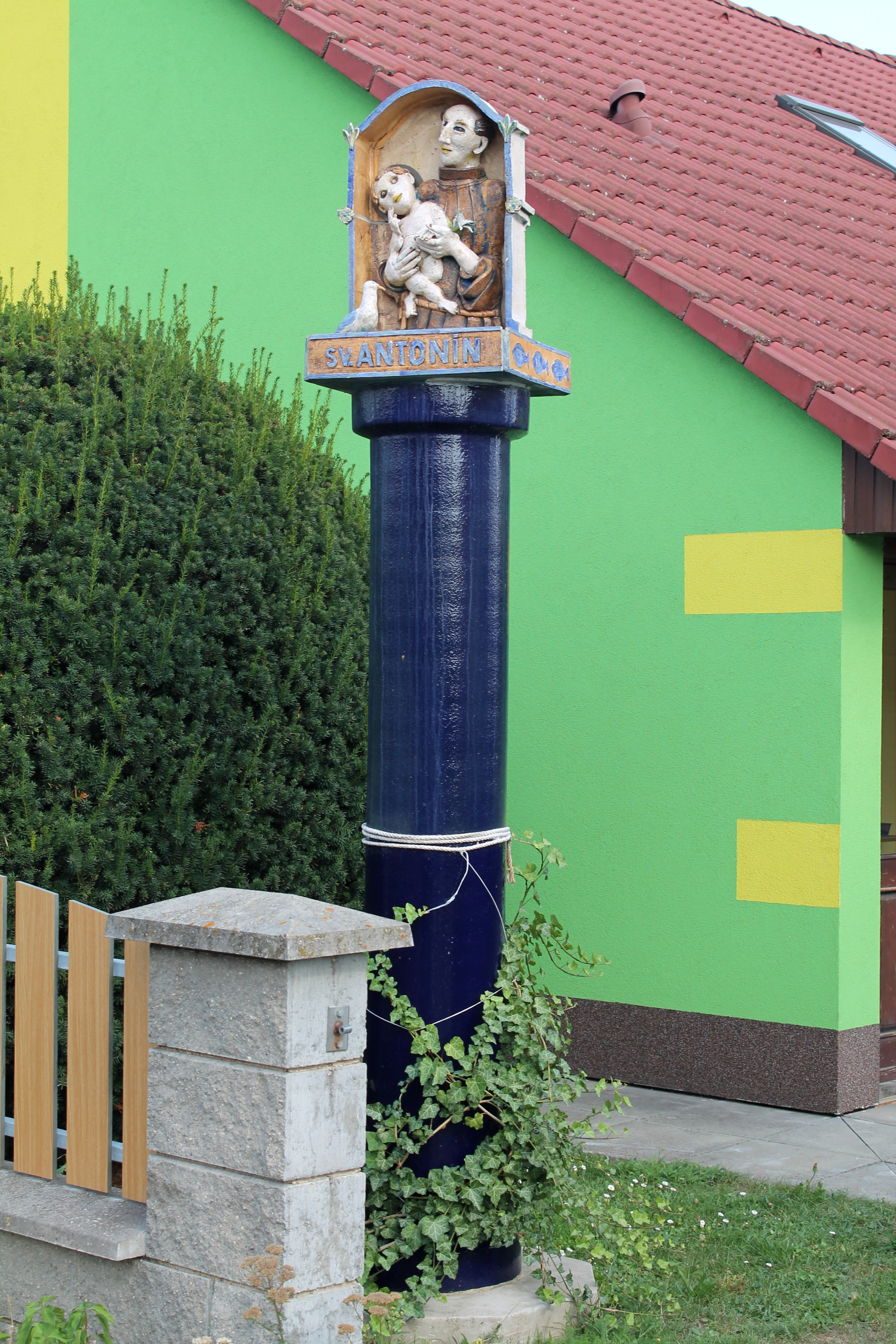
Socha svatého Antonína Paduánského
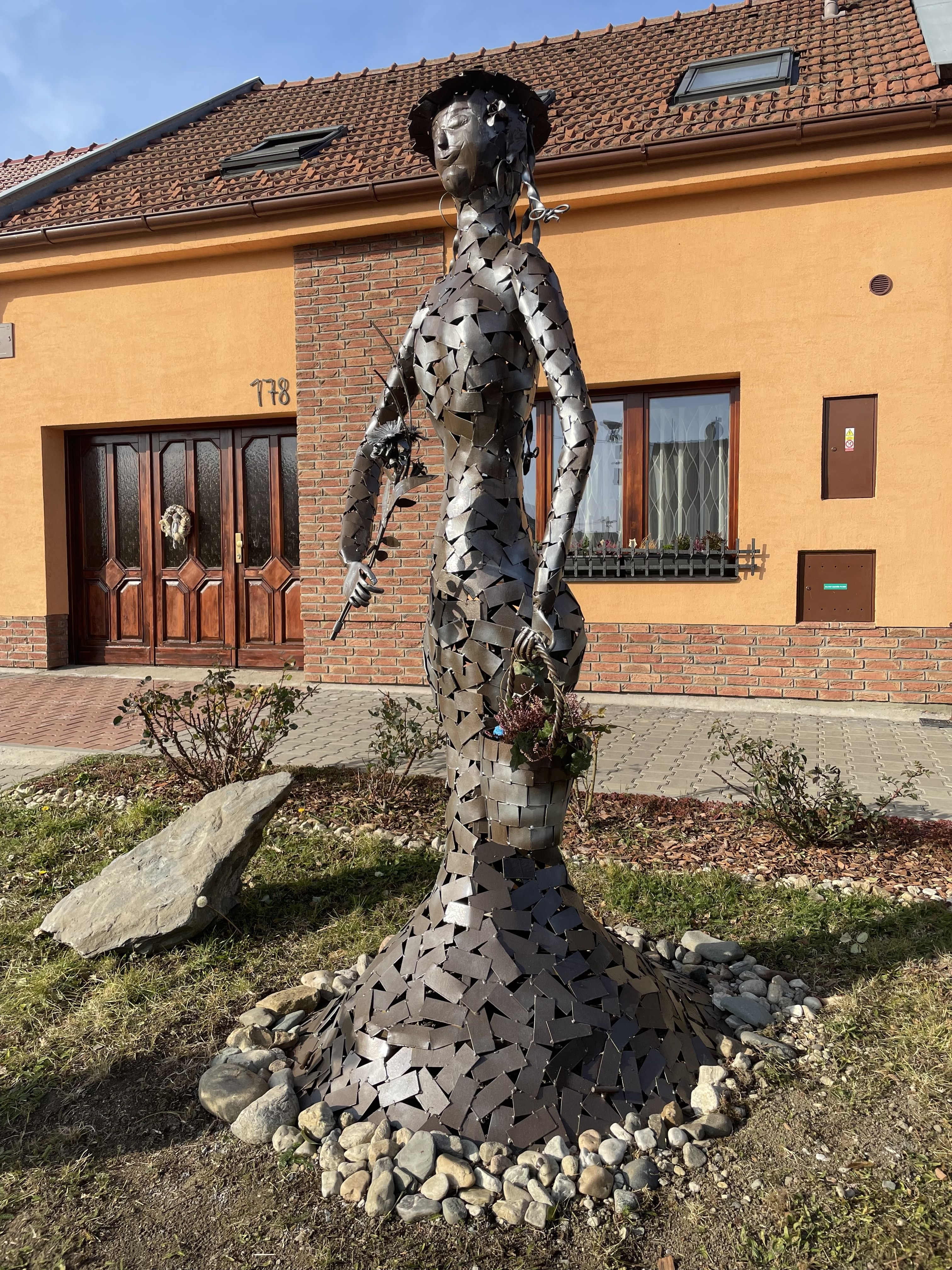
Socha víla v očekávání, autor Pavel Richter. Dílo z roku 2021.
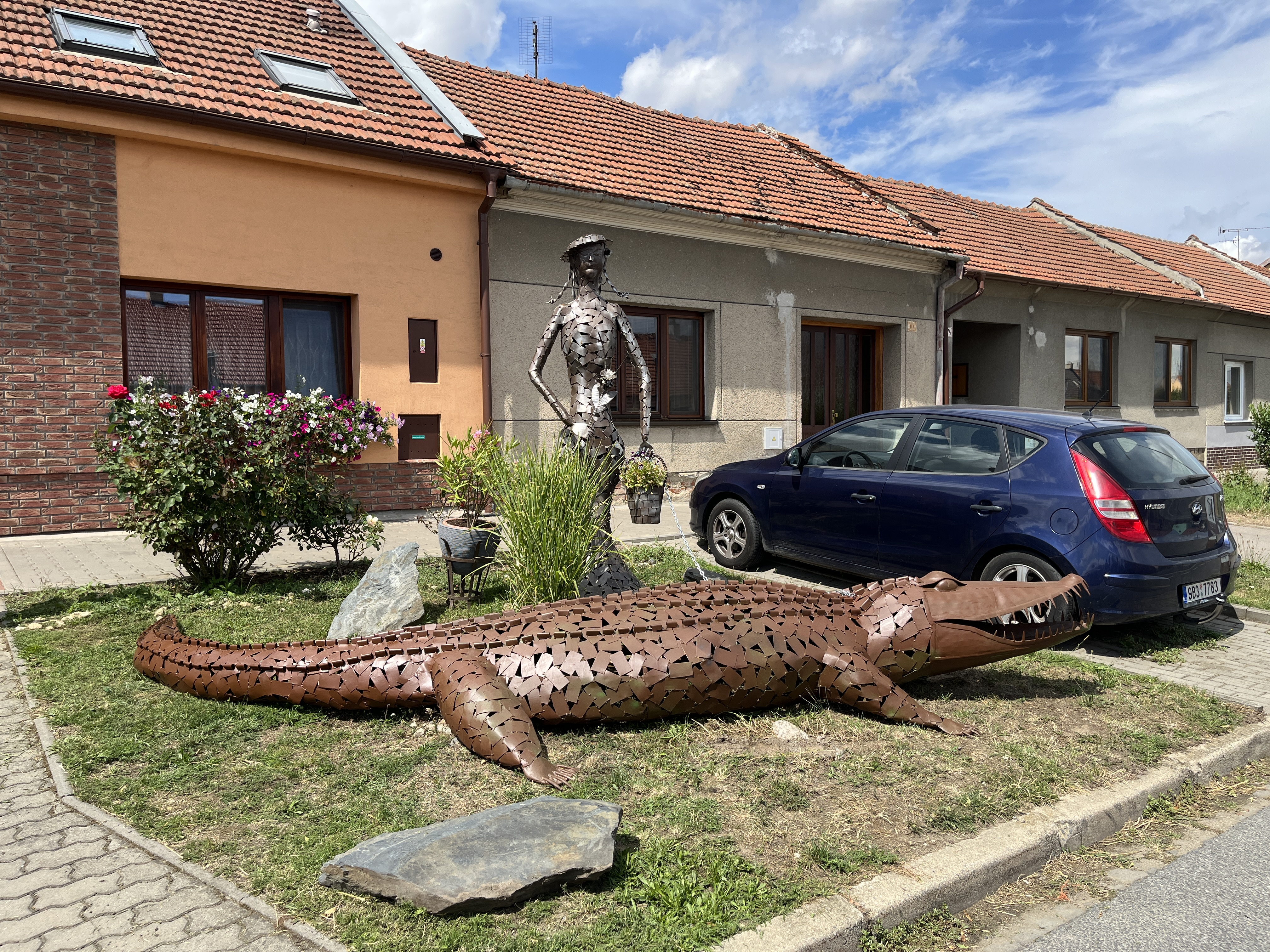
Socha krokodýla, autorem je místní občan Pavel Richter. Odhalena dne 29. července 2023.